# Strony świata

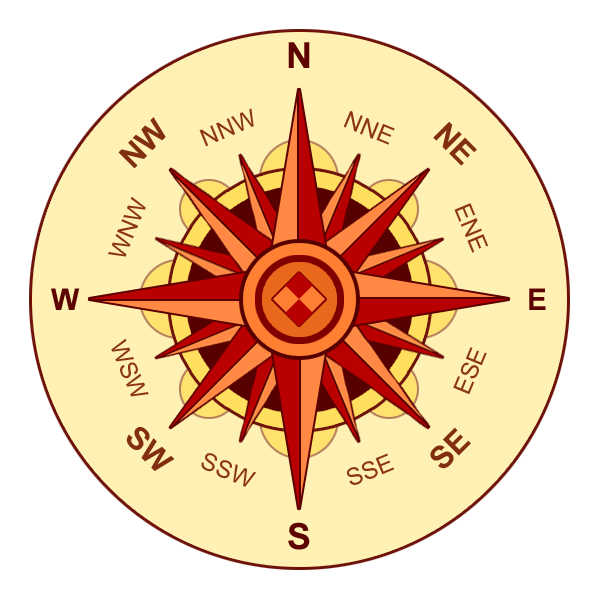
Róża wiatrów – kierunki świata (skróty angielskie, albo międzynarodowe)

Strony świata, kierunki świata, ściślej: główne kierunki geograficzne, kierunki główne – cztery główne kierunki wyznaczone na powierzchni kuli ziemskiej. Ich określanie związane jest z właściwościami ruchu obrotowego Ziemi. Odbywa się on wokół osi ziemskiej. Punkty przecięcia osi ziemskiej z powierzchnią Ziemi to bieguny geograficzne: północny i południowy. Połączone są półokręgami noszącymi nazwę południków, które wyznaczają kierunek północ–południe. Kierunek wzdłuż południka o zwrocie do północnego bieguna geograficznego to kierunek północny, zaś do południowego bieguna geograficznego – południowy. Natomiast punkty, gdzie pojawia się albo znika Słońce za horyzontem w dniu równonocy, wyznaczają kierunki: wschodni i zachodni.
Bliskie znaczeniowo są określenia: punkty horyzontu, kierunki geograficzne i strony świata. Zakres znaczeniowy terminu „strona świata” jest bliższy pierwszemu ogólnemu znaczeniu słowa strona, zawierającemu w sobie pojęcie powierzchni. Określenie „strona świata”, zwłaszcza potocznie, jest rozumiane nie tyle jako precyzyjnie wyznaczony kierunek (linia ze zwrotem), lecz jako większa lub mniejsza część powierzchni widnokręgu, która jest bliska danemu kierunkowi bądź część powierzchni Ziemi zawarta między zbliżonymi kierunkami geograficznymi.

## Punkty główne horyzontu
Wyróżnia się cztery punkty główne horyzontu, zwane też punktami kardynalnymi:
- północ (N) – azymut 0° (lub 360°)
- wschód (E) – azymut 90°
- południe (S) – azymut 180°
- zachód (W) – azymut 270°.

## Główne kierunki geograficzne
Kierunki zwrócone do punktów głównych horyzontu to kierunki główne, które posiadają odpowiednio te same (wyżej wymienione) wartości azymutu i oznaczenia międzynarodowe (skróty angielskie). Właściwe nazwy kierunków są przymiotnikowe, a skrócone – rzeczownikowe, np. kierunek północny, północ.
Cztery główne kierunki geograficzne przedstawiane są na mapie za pomocą róży kompasowej, której najdłuższe ramię oznacza kierunek północny. Wynika to z przyjętej konwencji, że północ znajduje się na górze mapy, południe na dole, wschód po prawej, a zachód po lewej. Dawniej ze względów religijnych mapy orientowane były na wschód w kierunku Jerozolimy.
Na mapach większych obszarów, szczególnie części świata, do wyznaczania kierunków należy się posługiwać nie tyle ramkami mapy, co równoleżnikami i południkami.

## Pośrednie kierunki geograficzne
Wyróżnia się kierunki pośrednie pierwszego, drugiego i trzeciego stopnia. 
Kierunki pośrednie pierwszego stopnia to:
- północno-wschodni (NE) – azymut 45°
- południowo-wschodni (SE) – azymut 135°
- północno-zachodni (NW) – azymut 315°
- południowo-zachodni (SW) – azymut 225°.

Pełny zestaw obejmuje 32 kierunki i powstał na podstawie skali rumbowej, która dzieli obwód koła na 32 rumby. Każdy rumb jest częścią obwodu równą 11°15' (11,25°).
Oprócz wyżej wymienionych określeń, stosowane są przez niektórych autorów polskich już od XIX wieku nazwy typu południo-zachód. Oba człony nazwy, jako należące do tej samej kategorii, mianowicie kierunków, są równorzędne, zatem połączone dywizem. Ponadto taki zapis jest bardziej ekonomiczny.
W nazwach kierunków pośrednich pierwszego stopnia człon północny bądź południowy musi być na pierwszym miejscu. Np.: południo-zachód, południowo-zachodni, a nie zachodnio-południowy.
Kierunki pośrednie drugiego stopnia określa się jako:
- północno-północno-wschodni (NNE) – azymut 22,5°
- wschodnio-północno-wschodni (ENE) – azymut 67,5°
- wschodnio-południowo-wschodni (ESE) – azymut 112,5° itd.[2]

Kierunki pośrednie trzeciego stopnia określa się jako:
- północny ku wschodowi (N/E, ang. North by East, NbE) – azymut 11,25°
- północno-wschodni ku północy (NE/N, North East by North, NEbN) – azymut 33,75°
- wschodni ku północy (E/N) – azymut 78,75° itd.[2]

## Polskie skróty nazw głównych i pośrednich punktów horyzontu

Najkrótsza wersja polskich skrótów nazw głównych i pośrednich punktów horyzontu

Dłuższa wersja polskich skrótów nazw głównych i pośrednich punktów horyzontu

Wersja krótsza
- północ – pn.
- południe – pd.
- wschód – wsch.
- zachód – zach.
- północo-wschód – pn.-wsch.
- północo-zachód – pn.-zach.
- południo-wschód – pd.-wsch.
- południo-zachód – pd.-zach.

Wersja dłuższa (z literą "ł")
- północ – płn.
- południe – płd.
- wschód – wsch.
- zachód – zach.
- północny wschód – płn. wsch.
- północny zachód – płn. zach.
- południowy wschód – płd. wsch.
- południowy zachód – płd. zach.[3]

## Polskie skróty nazw kierunków głównych i pośrednich
Wersja krótsza
- północny – pn.
- południowy – pd.
- wschodni – wsch.
- zachodni – zach.
- północno-wschodni – pn.-wsch.
- północno-zachodni – pn.-zach.
- południowo-wschodni – pd.-wsch.
- południowo-zachodni – pd.-zach.

Wersja dłuższa (z literą "ł")
- północny – płn.
- południowy – płd.
- północno-zachodni – płn.-zach.
- południowo-wschodni – płd.-wsch.
- południowo-zachodni – płd.-zach.

Skróty kierunków pośrednich, jako odnoszące się do przymiotników złożonych z obu członów równorzędnych znaczeniowo, są zapisywane z użyciem łącznika.